# Laura Soveral
Maria Laura do Soveral Rodrigues (Benguela, 23 de março de 1933 – Lisboa, 12 de julho de 2018) foi uma premiada atriz portuguesa.
Com inúmeros trabalhos em teatro, foi também reconhecida pela sua atividade cinematográfica, salientando-se Uma Abelha na Chuva (1972), de Fernando Lopes, como um dos seus primeiros trabalhos.

## Biografia
Maria Laura do Soveral Rodrigues, mais conhecida como Laura Soveral, nasceu em 23 de março de 1933, Benguela (Angola colonial).
Vinda de Benguela, onde trabalhava num jardim de infância, enveredou pela representação ao estabelecer-se em Lisboa. A frequentar Filologia Germânica, na Faculdade de Letras, iniciou-se em 1964, no Grupo Fernando Pessoa, dirigido por João d'Ávila. Inscrevia-se, entretanto, na Escola de Teatro do Conservatório Nacional.
Colaborou na televisão onde foi sendo chamada para fazer teatro ou para declamar poemas no programa Hospital das Letras de David Mourão-Ferreira.
Entre 1970 e 1971 tem a sua mais importante época no teatro, fazendo O Processo de Kafka e Depois da Queda de Arthur Miller.
Em 1972 participou no filme Uma Abelha na Chuva, de Fernando Lopes. A seguir à Revolução de 25 de Abril de 1974 vai viver para o Brasil, onde em 1976, tornou-se na primeira actriz a integrar o elenco de uma telenovela brasileira, ao actuar na novela O Casarão (exibida em 1978 em Portugal) e em Duas Vidas, ambas da Rede Globo de Televisão.
Participa no filme Francisca de Manoel de Oliveira. Em 1981 entra na série Um Táxi na Cidade. Participa depois nas novelas Chuva na Areia e Passerelle.
Interpretou autores como Fernando Pessoa, José Saramago, Almada Negreiros, Ferenc Molnar, Moliére, Kafka, Yves Jamiacque, entre outros. Esteve em cena no Teatro Nacional D. Maria II, Teatro São Luíz, Teatro da Cornucópia, Teatro da Comuna, Teatro Aberto, Teatro Sá da Bandeira, Teatro Maria Matos, Teatro Villaret, onde trabalhou com Gracindo Júnior, Adolfo Marsillach, Carlos Avillez, Fernando Amado, João D'Ávila, Norberto Barroca, Maria do Céu Guerra, Diogo Infante e Christine Laurent.
A sua longa experiência cinematográfica passa por filmes vários realizadores, nomeadamente: Manoel de Oliveira,Teresa Prata, João Botelho, João Álvaro Morais, O Delfim de Fernando Lopes, Jorge Marecos Duarte, Margarida Gil, entre muitos outros.
Laura Soveral viveu durante 32 anos com José Maria Caetano (filho de Marcelo Caetano), de quem teve uma filha. Nos últimos anos de vida residiu na Casa do Artista. A actriz morreu a 12 de julho de 2018, no Hospital de Santa Maria, em Lisboa, de esclerose lateral amiotrófica, tendo doado o seu corpo à ciência.

## Prémios e reconhecimento
Participou no filme Estrada da Vida (1968), de Henrique Campos. Por este papel Laura Soveral recebeu o Prémio de Melhor Actriz de Cinema (1968), atribuído pelo SNI, num ano em que também foram distinguidos o documentário Keramus, de Afonso Botelho (Prémio Paz dos Reis) e Aquilino Mendes (Melhor Fotografia), num ano em que não foram atribuídos os prémios para "Melhor Filme" e "Melhor Actor".
Laura Soveral recebeu o Prémio da Imprensa (1968), actual Prémio Bordalo na categoria de "Cinema", entregue pela Casa da Imprensa, em 1969, que também distinguiu nessa ocasião o ator João Lourenço e a curta-metragem Tapeçaria, Uma Tradição que Revive de António-Pedro Vasconcelos.
A Academia Portuguesa de Cinema atribui-lhe Prémio Sophia de Carreira (2013), a par de Acácio de Almeida e José Manuel Castello Lopes. Nessa mesma edição, Laura Soveral estava nomeada para o prémio de "Melhor atriz principal", pela sua participação em Tabu (2012) de Miguel Gomes.
Voltou a ser distinguida pela Academia Portuguesa de Cinema, desta feita com Prémio Bárbara Virgínia (2016).

## Cinema
Fez parte do elenco dos filmes: 
| Ano  | Título                                          | Refs.  |
| ---- | ----------------------------------------------- | ------ |
| 1968 | Estrada da Vida                                 | [ 21 ] |
| 1972 | Uma Abelha na Chuva                             | [ 21 ] |
| 1981 | Francisca                                       |        |
| 1981 | Oxalá                                           | [ 21 ] |
| 1987 | Relação Fiel e Verdadeira                       | [ 21 ] |
| 1987 | Matar Saudades                                  | [ 21 ] |
| 1991 | A Divina Comédia                                | [ 21 ] |
| 1992 | Hors Saison                                     |        |
| 1993 | Aqui na Terra                                   | [ 21 ] |
| 1993 | Vale Abraão                                     | [ 21 ] |
| 1993 | A Tremonha de Cristal (documentário)            | [ 22 ] |
| 1994 | Ao Sul                                          | [ 21 ] |
| 1994 | Três Irmãos                                     |        |
| 1995 | O Inferno Verde de Philippe Bensoussan          |        |
| 1996 | Cinco Dias, Cinco Noites                        | [ 21 ] |
| 1996 | Adeus, Pai                                      | [ 21 ] |
| 1998 | Tráfico                                         | [ 21 ] |
| 1998 | O Anjo da Guarda                                | [ 21 ] |
| 2002 | O Delfim                                        | [ 21 ] |
| 2002 | A Mulher que Acreditava Ser Presidente dos EUA  |        |
| 2003 | Quaresma                                        | [ 21 ] |
| 2004 | Portugal S. A.                                  |        |
| 2005 | O Fatalista                                     | [ 21 ] |
| 2005 | Alice                                           | [ 21 ] |
| 2007 | The Lovebirds                                   |        |
| 2008 | A Corte do Norte                                | [ 21 ] |
| 2010 | Filme do Desassossego                           |        |
| 2011 | Aristides de Sousa Mendes - O Cônsul de Bordéus | [ 21 ] |
| 2012 | Tabu                                            | [ 21 ] |
| 2013 | Cadências Obstinadas                            |        |
| 2014 | Os Maias: Cenas da Vida Romântica               | [ 21 ] |

## Televisão
| Ano  | Título                          | Personagem          | Refs. |
| ---- | ------------------------------- | ------------------- | ----- |
| 1964 | Hospital das Letras             |                     |       |
| 1975 | Angústia Para o Jantar          |                     |       |
| 1976 | O Casarão                       | Francisca           |       |
| 1977 | Duas Vidas                      | Leonor Oliveira     |       |
| 1981 | Um Táxi na Cidade               | Marília             |       |
| 1985 | Chuva na Areia                  | Judite              |       |
| 1988 | Passerelle                      | Palmira             |       |
| 1989 | Crime à Portuguesa              | Idalina             |       |
| 1989 | Ricardina e Marta               | Sra. Clementina     |       |
| 1990 | Os Melhores Anos                | Berta               |       |
| 1990 | Chuva de Maio                   | Malú                |       |
| 1993 | A Viúva do Enforcado            | Feliciana           |       |
| 1998 | Hotel Bon Séjour                | Felismina           |       |
| 1999 | Esquadra de Polícia             | Beatriz             |       |
| 2000 | Crianças SOS                    | Isabel Guerreiro    |       |
| 2000 | Aniversário                     | Tia Judite          |       |
| 2001 | O Espírito da Lei               | Velha senhora       |       |
| 2002 | Fúria de Viver                  |                     |       |
| 2003 | O Jogo                          | Rita                |       |
| 2004 | Segredo                         | Cândida             |       |
| 2005 | Morangos com Açúcar (2.ª série) | Madame Josephine    |       |
| 2006 | Tempo de Viver                  | Teresa Mendes       |       |
| 2007 | Chiquititas                     | Angústias           |       |
| 2008 | O Dia do Regicídio              | Rainha D. Maria Pia |       |
| 2009 | Vila Faia                       | Tia de Henrique     |       |
| 2010 | Regresso a Sizalinda            |                     |       |
| 2011 | Liberdade 21                    | Isilda              |       |
| 2011 | Voo Directo                     |                     |       |
| 2012 | Velhos Amigos                   | Verónica            |       |
| 2012 | Maternidade                     | Sílvia              |       |
| 2012 | A Morte dos Tolos               |                     |       |
| 2013 | Odisseia                        | Avó de Bruno        |       |
| 2014 | Belmonte                        | Dona Alice          |       |
| 2015 | Os Maias                        | Senhora de preto    |       |

## Teatro
| Ano  | Título                                        | Companhia ou Grupo                                      | Refs.  |
| ---- | --------------------------------------------- | ------------------------------------------------------- | ------ |
| 1964 | Deseja-se Mulher                              |                                                         | [ 23 ] |
| 1967 | D. Quixote                                    | Teatro Experimental de Cascais                          | [ 24 ] |
| 1969 | Adorável Mentiroso                            |                                                         | [ 23 ] |
| 1970 | O Processo de Kafka                           | Grupo de Acção Teatral                                  | [ 24 ] |
| 1971 | Depois da Queda                               | Grupo de Acção Teatral                                  | [ 24 ] |
| 1972 | Tartufo                                       | Teatro de Bolso                                         | [ 24 ] |
| 1975 | O Pato com Laranja                            |                                                         | [ 24 ] |
| 1978 | É!                                            |                                                         | [ 24 ] |
| 1985 | O Marinheiro ou Hamlet e o Pavor Desconhecido | Grupo Fernando Pessoa                                   | [ 24 ] |
| 1987 | A Segunda Vida de Francisco de Assis          | Novo Grupo / Teatro Aberto                              | [ 24 ] |
| 1993 | Primavera Negra                               | Teatro da Cornucópia                                    | [ 24 ] |
| 1994 | Pastéis de Nata para a Avó                    | A Barraca                                               | [ 24 ] |
| 1996 | O Último Baile do Império                     | A Barraca                                               | [ 24 ] |
| 1997 | Xeque Mate                                    | A Barraca                                               | [ 24 ] |
| 1997 | O homem dentro do armário                     | Teatro Nacional D. Maria II Teatro da Comuna            | [ 24 ] |
| 1999 | O lírio, vida e morte de um malandro          | Teatro da Cornucópia                                    | [ 24 ] |
| 2005 | A Casa de Bernarda Alba                       | Teatro São Luiz                                         | [ 24 ] |
| 2011 | Os Filhos de Teresa (leitura encenada)        |                                                         | [ 24 ] |
| 2013 | O Público                                     | São Luiz Teatro Municipal Ar de Filmes Teatro do Bairro | [ 24 ] |